# Estret Victoria
L'estret Victoria és un estret del nord del Canadà, al territori de Nunavut. Es troba entre l'illa Victòria, a l'oest, i l'illa del Rei Guillem, a l'est. Uneix el canal M'Clintock i el Larsen Sound amb el golf de la Reina Maud. Té una longitud de 160 quilòmetres i entre 80 i 129 quilòmetres d'amplada.
L'estret és ampli, sense gaires illes al seu interior, a excepció de la gran illa de la Royal Geographic Society, a prop del golf de la Reina Maud, a l'extrem sud de l'estret. La major part de l'any l'estret està cobert de important gruix de glaç. Bona part d'aquest és el gel polar que flueix pel canal M'Clintock des del Canal del Vescomte Melville.

## Història
Prop de l'entrada de l'estret Victoria és on l'HMS Terror i l'HMS Erebus van quedar atrapats durant expedició perduda de John Franklin i foren abandonats el 1848. A causa dels perills de l'estret es va utilitzar una ruta més llarga a l'hora de buscar el pas del nord-oest, tot el fent el tomb a l'illa del Rei Guillem. El 1967 va ser creuat per primera vegada per un trencaglaç.